# Paradysderina tambo
Espèce
Paradysderina tambo est une espèce d'araignées aranéomorphes de la famille des Oonopidae.

## Distribution
Cette espèce est endémique de la région de Piura au Pérou,.

## Description
Le mâle holotype mesure 1,98 mm.

## Étymologie
Cette espèce est nommée en référence au lieu de sa découverte, Tambo.

## Publication originale
- Platnick & Dupérré, 2011 : The Andean goblin spiders of the new genera Paradysderina and Semidysderina (Araneae, Oonopidae). Bulletin of the American Museum of Natural History, no 364, p. 1-121 (texte intégral).